# Programación modular

Diagrama del funcionamiento de un subprograma.

La programación modular es un paradigma de programación que consiste en dividir un programa en módulos o subprogramas con el fin de hacerlo más legible y manejable
Se presenta históricamente como una evolución de la programación estructurada para solucionar problemas de programación más grandes y complejos de lo que esta puede resolver.
Al aplicar la programación modular, un problema complejo debe ser dividido en varios subprogramas más simples, y estos a su vez en otros subprogramas más simples aún. Esto debe hacerse hasta obtener subprogramas lo suficientemente simples como para poder ser resueltos fácilmente con algún lenguaje de programación. Esta técnica se llama refinamiento sucesivo, divide y vencerás o análisis descendente (Top-Down).
Un 'módulo' es cada una de las partes de un programa que resuelve uno de los subproblemas en que se divide el problema complejo original. Cada uno de estos módulos tiene una tarea bien definida y algunos necesitan de otros para poder operar. En caso de que un módulo necesite de otro, puede comunicarse con este mediante una interfaz de comunicación que también debe estar bien definida.
Si bien un módulo puede entenderse como una parte de un programa en cualquiera de sus formas y variados contextos, en la práctica se los suele tomar como sinónimos de procedimientos y funciones. Pero no necesaria ni estrictamente un módulo es una función o un procedimiento, ya que el mismo puede contener muchos de ellos. No debe confundirse el término "módulo" (en el sentido de programación modular) con términos como "función" o "procedimiento", propios del lenguaje que lo soporte.